# Червець
Черве́ць (кошеніль; Dactylopius coccus) — вид комах ряду напівтвердокрилі. Живиться соками рослин, шкідник сільськогосподарських культур і плодових дерев. З цих комах виготовляють кармін — барвник червоно-пурпурового кольору, що використовується, зокрема, як харчовий барвник (Е120).

## Біологія виду
У середині липня самиця червця відкладає приблизно 600—700 яєць, укладених у землі в білу, схожу на воскову, оотеку. Якщо личинки не виходять з яйця до кінця серпня — початку вересня, вони залишаються всередині до кінця зими. У кінці березня або на початку квітня личинки виходять із землі і протягом короткого часу живляться низькорослим листям рослини-хазяїна. Після цього повертаються під землю і живуть на корінні. У цей момент личинки линяють: скидають свої екзоскелети разом з ногами і вусиками. Після цього вони інцистуються, формуючи зовнішнє захисне покриття (цисту) біля тканини кореня.
Цисти — невеликі темно-червоні або фіолетові бульбашки, зібрані на коренях рослини-господаря. Жіноча циста 3—4 міліметри в діаметрі. Чоловіча циста у два рази менша від жіночої. На 500 жіночих цист припадає лише одна чоловіча. Цисти линяють декілька разів. Коли чоловіча личинка досягає третього ступеня розвитку, вона утворює тонкий білий кокон і на початку червня перетворюється на лялечку. У кінці червня або на початку липня самиці, які зберігають свої личинкові форми, знову виходять на поверхню і повільно піднімаються на верхівку рослини-хазяїна. Дорослі самці, з крилами та характерними відростками в кінці живота, залишають кокони і приєднуються до самиць через кілька днів. Дорослі самці не живляться і вмирають невдовзі після парування, а самиці повертаються під землю, де відкладають яйця. Відклавши яйця, самиця також помирає.

## Ареал
Комаха живе на трав'янистих рослинах Центральної Європи, які ростуть на піщаних і посушливих ґрунтах.
Її основна рослина-хазяїн — червець багаторічний (Scleranthus perennis), вид рослин з родини гвоздичних.

## Практичне використання
З пігментів тіла самиць червця виготовляють харчову добавку Е120 кармін (кармінова кислота) — барвник густого червоного (кармінового) кольору.
Вміст кармінової кислоти в екстракті червця становить близько 20 %.

## Цікаві факти
Місяць червень дістав свою назву завдяки тому, що цього місяця починають збирання «черви» — личинок цієї комахи. З них в давнину добували червону фарбу, якою фарбували тканини.
Комах збирають незадовго перед тим, як жіноча черва (личинка) досягне зрілості, тобто в кінці червня, зазвичай на день святого Іоанна Хрестителя (24 червня), тому в багатьох країнах народна назва барвника — «кров святого Іоанна». У процесі збору рослина висмикувалася з корінням, з коріння збирались личинки. У середньому з кожної рослини збиралось близько десяти комах. Земельні ділянки культивувались для того, щоб компенсувати високий рівень знищення рослин.
Личинки вбивались киплячою водою або оцтом, висушувались на сонці або в печі і розчинялись у хлібній заквасці або квасі для видалення жиру. Екстракт потім використовували для фарбування шовку, вовни, бавовни або льону. Процес фарбування потребує приблизно 3—4 унції барвника на фунт шовку (180—250 г на кілограм), один фунт барвника міг пофарбувати майже 20 фунтів вовни (50 г на кілограм).
Червця широко застосовували в Європі в середні віки і в епоху відродження як барвник. У 15-му і першій половині 16-го століття червець був одним з головних товарів експорту з Польщі, Литви та України. Торгівля здебільшого була монополізована єврейськими купцями, які купували фарбу у селян. Купці відправляли барвник з великих польських міст, таких як Краків, Гданськ (Данциг) і Познань. Звідти товар вивозили до південної Німеччини і північної Італії, Франції, Англії, Османської імперії та Вірменії. Торгівля була прибутковим бізнесом для єврейських посередників, відповідно до Марцина з Ужендова (1595), один фунт польської кошенілі коштував від чотирьох до п'яти венеційських дукатів. За кількісними показниками торгівля досягла піку в 1530-ті рр. Згідно з податковими реєстрами, у 1534 близько 30 тонн барвника продали тільки в Познані. У виданні 1650 р. дослідник поліських боліт Даніель Цвікер окремо позначив поширення польської кошенілі на Поліссі.
Польська кошеніль у другій половині 16 століття була витіснена з європейського ринку дешевшою мексиканською.
Барвник з червця, який до того був експортним продуктом, продовжували використовувати локально. Його використовували для фарбування тканин у малиновий колір, популярний в одязі заможного українського козацтва та польської шляхти, харчовий барвник, косметичний та лікувальний засіб у народній медицині.
У 2009 в ході судового розгляду з'явився домисел про те, що до складу харчових добавок Кока-Коли входить харчовий барвник кармін. Компанія спростувала цей закид.

## Галерея

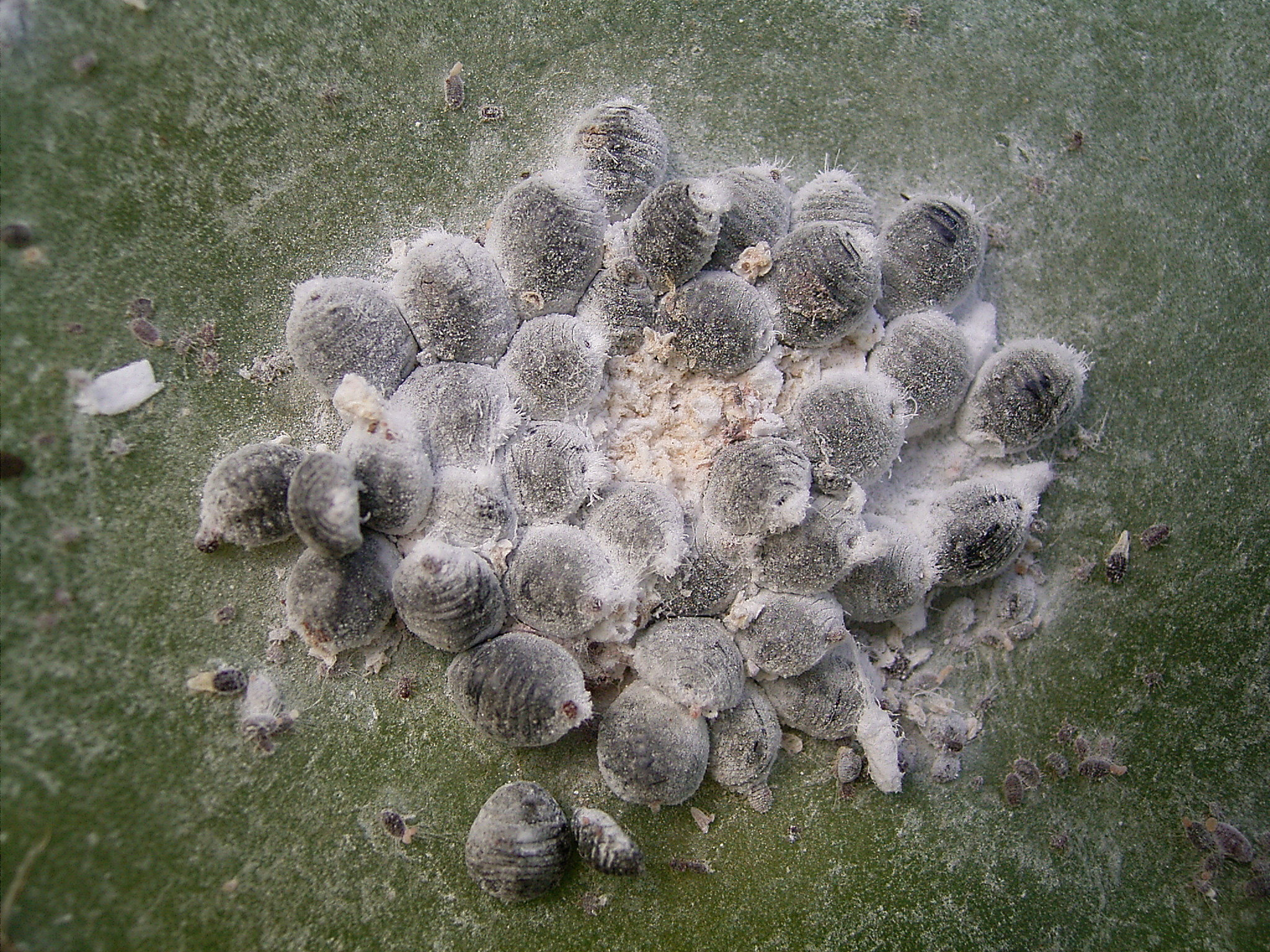
Личинки
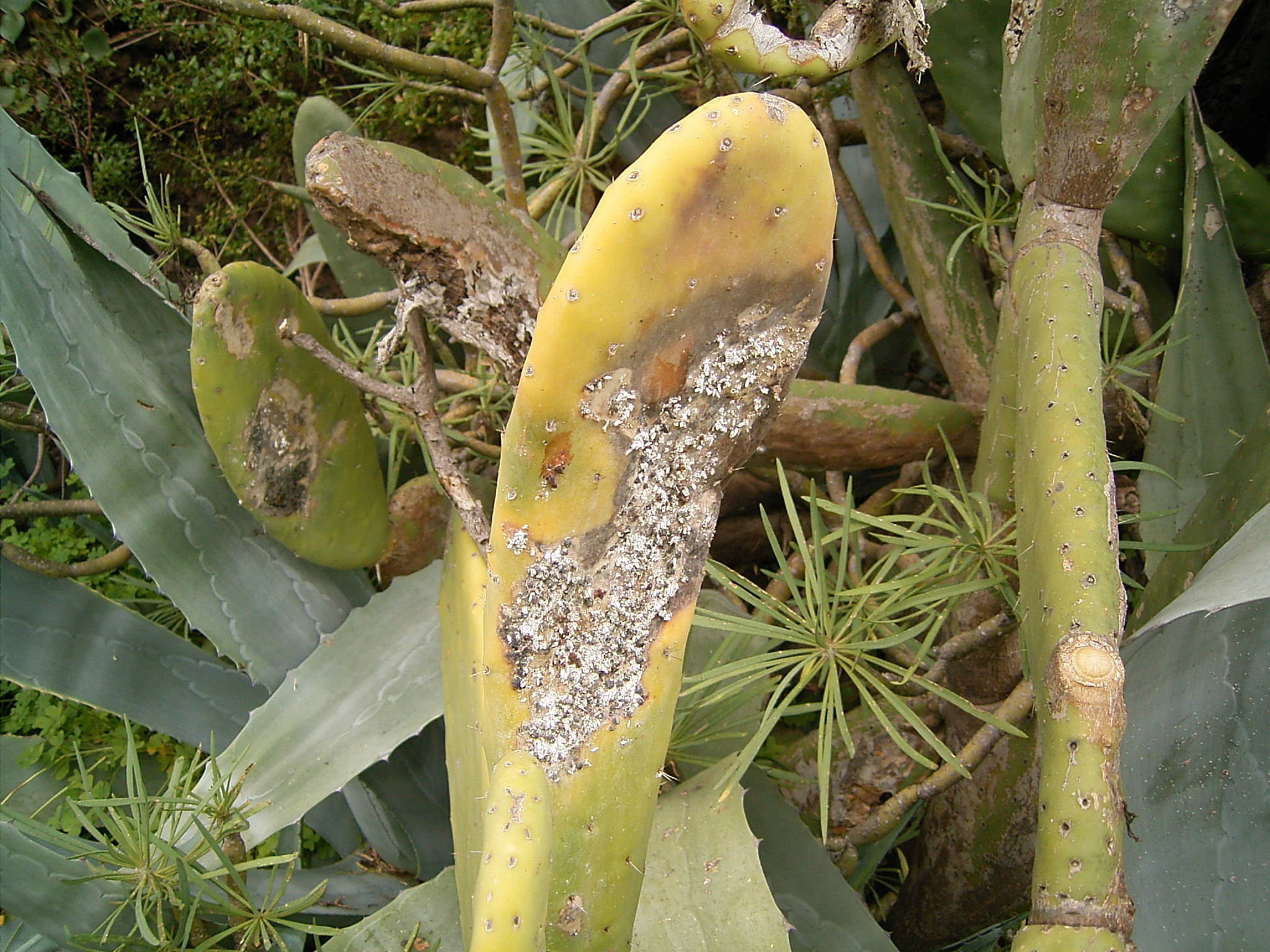
Кактус, уражений червцем
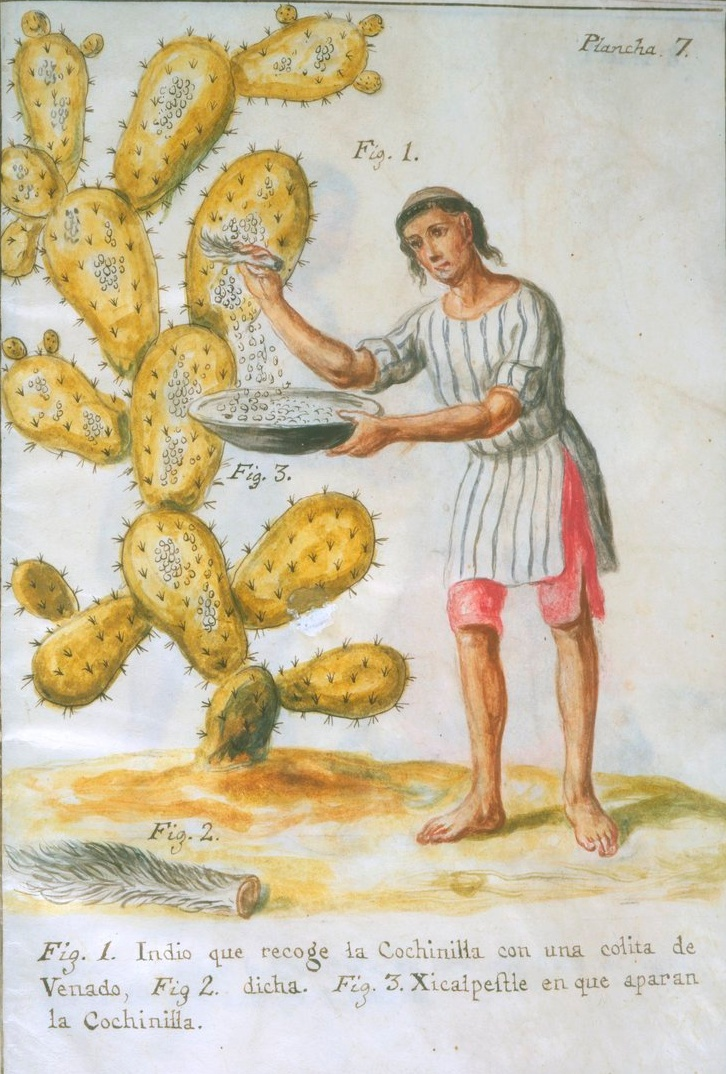
Ілюстрація, що показує збір кошенілі